# Beata Bartków-Kwiatkowska
Beata Bartków-Kwiatkowska (ur. 22 listopada 1981 r. w Bielsku-Białej) – polska strzelczyni specjalizująca się w strzelaniu z pistoletu pneumatycznego, srebrna medalistka mistrzostw Europy, uczestniczka Letnich Igrzysk Olimpijskich 2012.
Obecnie reprezentuje klub ŚTS Tychy. Jej największymi sukcesami są brązowy medal mistrzostw Europy w Moskwie w 2006 r., piąte miejsce na mistrzostwach Europy w Tallinnie w 2005 r. oraz wiele medali Mistrzostw Polski. Beata jest aktualną rekordzistką Polski juniorów w konkurencji pistoletu pneumatycznego 40 strzałów.

## Igrzyska olimpijskie
W 2012 roku wystąpiła na igrzyskach olimpijskich w Londynie. W strzelaniu z pistoletu pneumatycznego z 10 metrów odpadła w kwalifikacjach, zajmując 44. miejsce z wynikiem 366 punktów. W zawodach pistoletu sportowego z 25 metrów zajęła 35. miejsce w gronie 39 zawodniczek i nie zdołała awansować do finału. W konkurencji szybkiej zdobyła 280 punktów, zaś w precyzyjnej – 287.
W marcu 2016 roku podczas eliminacji mistrzostw Europy wywalczyła prawo do startu na igrzyskach olimpijskich w Rio de Janeiro. Trenerka kadry narodowej, przy akceptacji zarządu Polskiego Związku Strzelectwa Sportowego, postawiła zabrać na te zawody inną zawodniczkę. Rozniosło się wielkie rozczarowanie w tej sprawie jej trenera oraz samej zawodniczki.

## Wyniki
| Rok  | Zawody                      | Miejscowość | Konkurencja                                 | Wynik | Pozycja |
| ---- | --------------------------- | ----------- | ------------------------------------------- | ----- | ------- |
| 2000 | Mistrzostwa Europy juniorów | Monachium   | Pistolet pneumatyczny, 10 m (AP40)          | 374   | 11.     |
| 2001 | Mistrzostwa Europy juniorów | Pontevedra  | Pistolet pneumatyczny, 10 m (AP40)          | 478,8 | 3.      |
| 2004 | Mistrzostwa Europy          | Győr        | Pistolet pneumatyczny, 10 m (AP40)          | 379   | 13.     |
| 2005 | Mistrzostwa Europy          | Tallinn     | Pistolet pneumatyczny, 10 m (AP40)          | 482,0 | 5.      |
| 2006 | Mistrzostwa Europy          | Moskwa      | Pistolet pneumatyczny, 10 m (AP40)          | 484,0 | 3.      |
| 2006 | Mistrzostwa świata          | Zagrzeb     | Pistolet pneumatyczny, 10 m (AP40)          | 375   | 60.     |
| 2007 | Mistrzostwa Europy          | Deauville   | Pistolet pneumatyczny, 10 m (AP40)          | 374   | 36.     |
| 2008 | Mistrzostwa Europy          | Winterthur  | Pistolet pneumatyczny, 10 m (AP40)          | 373   | 43.     |
| 2009 | Mistrzostwa Europy          | Praga       | Pistolet pneumatyczny, 10 m (AP40)          | 376   | 28.     |
| 2011 | Mistrzostwa Europy          | Brescia     | Pistolet pneumatyczny, 10 m (AP40)          | 378   | 28.     |
| 2012 | Mistrzostwa Europy          | Vierumäki   | Pistolet pneumatyczny, 10 m (AP40)          | 381   | 15.     |
| 2012 | Igrzyska olimpijskie        | Londyn      | Pistolet sportowy, 25 m (SP)                | 567   | 35.     |
| 2012 | Igrzyska olimpijskie        | Londyn      | Pistolet pneumatyczny, 10 m (AP40)          | 366   | 44.     |
| 2013 | Mistrzostwa Europy          | Odense      | Pistolet pneumatyczny, 10 m (AP40)          | 369   | 42.     |
| 2014 | Mistrzostwa Europy          | Moskwa      | Pistolet pneumatyczny, 10 m (AP40)          | 378   | 23.     |
| 2014 | Mistrzostwa świata          | Grenada     | Pistolet pneumatyczny, 10 m (AP40)          | 370   | 87.     |
| 2015 | Mistrzostwa Europy          | Arnhem      | Pistolet pneumatyczny, 10 m (AP40)          | 376   | 21.     |
| 2016 | Mistrzostwa Europy          | Győr        | Pistolet pneumatyczny, 10 m (AP40)          | 379   | 12.     |
| 2017 | Mistrzostwa Europy          | Maribor     | Pistolet pneumatyczny, 10 m (AP40)          | 107,3 | 8.      |
| 2018 | Mistrzostwa Europy          | Győr        | Pistolet pneumatyczny, 10 m (AP60W)         | 565   | 26.     |
| 2018 | Mistrzostwa świata          | Changwon    | Pistolet pneumatyczny, 10 m (AP60W)         | 574   | 12.     |
| 2018 | Mistrzostwa świata          | Changwon    | Pistolet pneumatyczny, 10 m (mikst) (APMIX) | 758   | 29.     |
| 2019 | Igrzyska europejskie        | Mińsk       | Pistolet pneumatyczny, 10 m (AP60W)         | 569   | 19.     |
| 2019 | Igrzyska europejskie        | Mińsk       | Pistolet pneumatyczny, 10 m (mikst) (APMIX) | 569   | 12.     |